# Suchoj Poluj
Il Suchoj Poluj (in russo Сухой Полуй?); anche traslitterato come Suhoj Poluj; in russo, Poluj secco) è un fiume della Russia siberiana occidentale settentrionale, ramo sorgentizio del Poluj (bacino idrografico dell'Ob'). Scorre nel Priural'skij rajon del Circondario autonomo Jamalo-Nenec.
Ha origine dal versante settentrionale delle alture del Poluj, catena collinare nel nord del grande bassopiano siberiano occidentale, scorrendo poi con direzione mediamente settentrionale su tutto il percorso; si unisce con il fiume Glubokij Poluj originando il Poluj.
Dei circa 220 corsi d'acqua del bacino, i maggior sono Bol'šoj Chulym"egan, Bol'šoj Sandibej e Malyj Sandibej, tutti provenienti dalla destra idrografica.
Il Suchoj Poluj è gelato, mediamente, da fine ottobre a fine maggio; giugno e luglio sono i mesi con la massima portata d'acqua.